# Anoteropsis hilaris
Anoteropsis hilaris es una especie de araña del género Anoteropsis, familia Lycosidae. Fue descrita científicamente por L. Koch en 1877.
Se distribuye por Nueva Zelanda y Australia. La especie se mantiene activa durante todos los meses del año.